# Lüsterfarbe

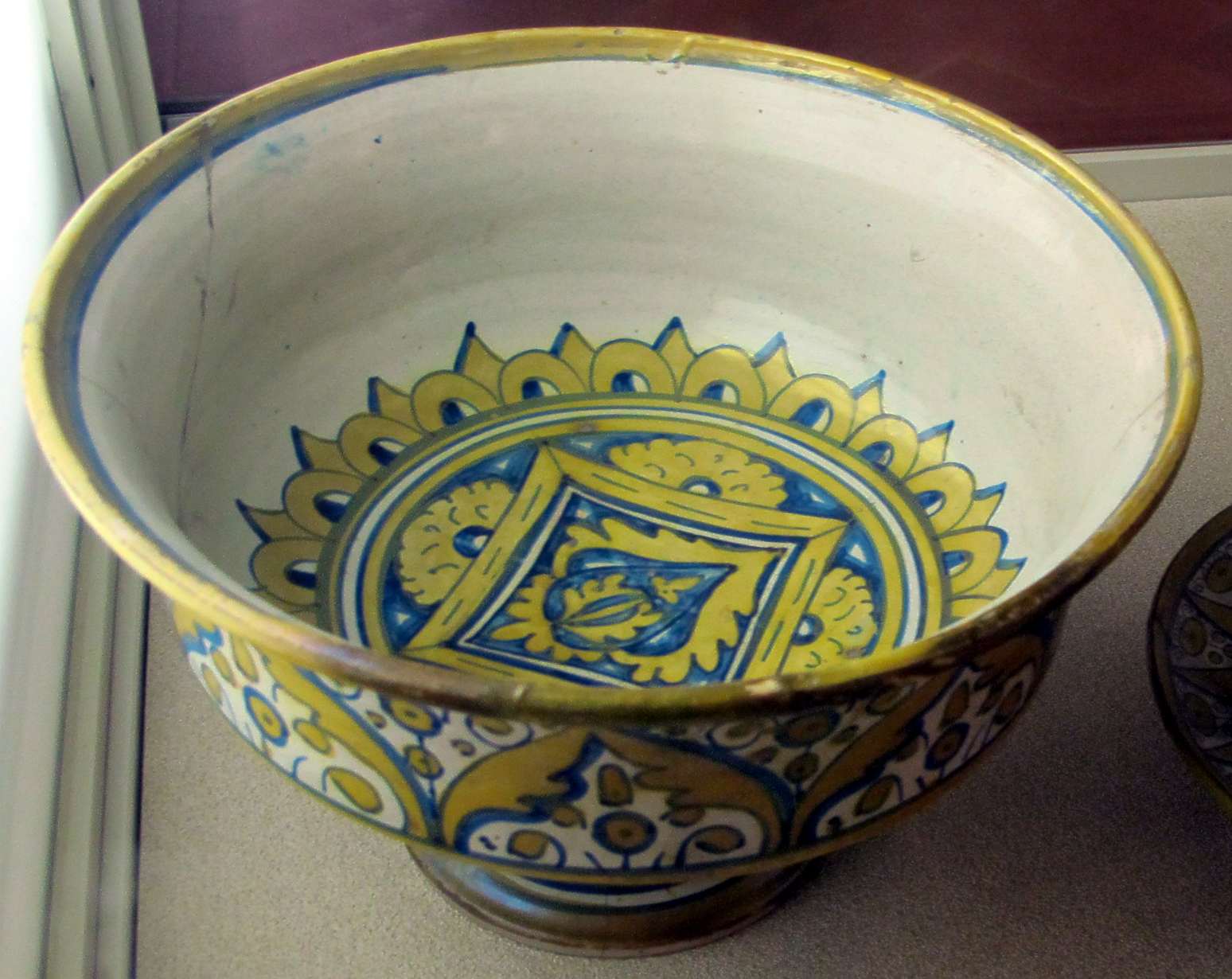
Gelüsterte Majolikaschale aus Deruta

Die Begriffe Lüsterfarbe, Lüster, Lüstermalerei, Lüsterung (von lat. lustrare, ‚beleuchten‘, ‚erhellen‘) bezeichnet den metallisch schimmernden Überzug von Fayencen, seltener von Porzellan oder Glas. Auch die mit Blattmetall hinterlegte transparent farbige Fassung von Skulpturen und die ebenfalls transparente Farbe zur Steigerung der Leuchtkraft bestimmter Partien auf Tafelbildern werden so benannt.

## Keramik

### Technik
Die Lüsterfarben auf frühen islamischen und italienischen Majoliken des 9. bis 16. Jahrhunderts sind Emulsionen von Metallsulfaten oder -oxiden, gemischt mit Ocker, die in saurer Lösung auf die beim ersten Brand entstandene Glasur aufgebracht und im Glattbrand (Aufglasurbrand) bei mäßiger Temperatur aufgeschmolzen wurden. Gelegentlich wurde auch Porzellan mit Lüsterfarben dekoriert.
In der kunsthandwerklichen Keramiktechnologie der Gegenwart werden zur Erzeugung flächiger und verlaufender Lüstrierungen Metallnitrat und Metallchloridlösungen vor dem zweiten Brand aufgebracht. Auch mit anderen Techniken oder Glasurmaterialien erzeugte irisierende Oberflächen werden hier – wie auch bei Kunstgläsern – häufig als „Lüster“ bezeichnet.

### Geschichte der Lüsterfayence
Lüsterkeramik entstand im 9. und 10. Jahrhundert in Mesopotamien und Persien. Gelüsterte Wandfliesen zur Ausstattung von Gebetsnischen in Sakralräumen waren ornamental mit Schriftbändern geschmückt. Auch im Kalifat von Córdoba kannte man schon im 10. Jahrhundert die goldfarbene Lüsterkeramik aus Bagdad. Eine eigene Produktion im von den Mauren beherrschten Iberien ist erst im 13. Jahrhundert für Málaga und Granada erwiesen. Berühmt sind die Alhambra-Vasen, die von Ranken zarter, goldschimmernder Arabesken überzogen sind. Bis ins 16. Jahrhundert wurde z. B. in Valencia Goldlüsterware hergestellt und über Mallorca als nach der Insel sogenannte Majolika nach Italien ausgeführt. Dort war sie hochgeschätzt und bald ahmte man sie nach. Im Töpferort Deruta entstanden um 1500 die ersten italienischen Stücke. Deren goldgelbe Lüsterfarben in Kombination mit anderen Scharffeuerfarben blieben auch für die Folgezeit bestimmendes Merkmal der dortigen Fayencen. Im bald in Konkurrenz zu Deruta tretenden Gubbio hatte der Metallglanz eine eher kupferrote Färbung. Bei Fayence und Porzellan aus Nordeuropa kommen Lüsterfarben nur selten vor.

## Malerei

### Technik
Um in der Malerei den reflektierenden Glanz zum Beispiel von Edelsteinen oder Brokatstoffen wiederzugeben, hatten schon die Fassmaler des Mittelalters mit Blattsilber belegte Flächen mit transparent farbiger Lasur überzogen. Sie bevorzugten rote und grüne Lüsterfarben. Textilartig strukturierte Oberflächen erzeugte man durch Eindrücken von Punzen oder Tremoliereisen in den Kreidegrund. Statt Silber oder Blattgold wird in mittelalterlichen Malereitraktaten (z. B. bei Theophilus um 1110) auch Stanniol (Zinnfolie) als Untergrund für Lasurfarben empfohlen, die wenigen erhaltenen Beispiele weisen jedoch eine geringere Brillanz auf als die Edelmetallunterlagen. Wird Blattsilber nur mit warmtoniger Lasur überzogen, um einen goldenen Glanz zu erzielen, spricht man in der Malereitechnologie von „Goldlack“, obwohl technisch kein Unterschied zur vielfarbigen Lüsterung besteht.

### Lüster in der Geschichte der Tafelmalerei, der Fassung von Skulpturen und von Bilderrahmen
In der Ikonenmalerei des Ostens ist die Lüsterung seit dem 12. Jahrhundert verbreitet. Als ältestes deutsches Beispiel gilt das Scheibenkreuz in St. Maria zur Höhe in Soest, entstanden um 1230. Um 1400 bis zum Ende des Mittelalters nahm die Anwendung der Technik zu. In der Renaissance war sie zwar nicht gänzlich verpönt, wurde aber sehr gezielt eingesetzt. So hinterlegte Albrecht Altdorfer in seiner Alexanderschlacht von 1529 die untergehende Sonne mit Blattgold. Auf dem Porträt Heinrichs VIII., das Hans Holbein der Jüngere um 1540 malte, brachte er eine rote Lasur auf Blattsilber an, um das gemalte Seidengewand leuchten zu lassen. Im Manierismus wurden Skulpturen und Ornamente gern kleinflächig mit Lüsterfassungen dekoriert, zum Beispiel von Ludwig Münstermann. In Spanien war die großzügige Lüsterung der Gewänder von Skulpturen bis ins 19. Jahrhundert weit verbreitet, was auch auf die Bemalungstechnik in den lateinamerikanischen Ländern ausstrahlte. Seit dem Klassizismus verschwanden die Lüsterfarben aus der Hochkunst. Sie leben aber in Dekorationstechniken bis heute fort. Bilderrahmen sogenannte Goldrahmen wurden, insbesondere im 19. Jahrhundert, mit Hilfe dieser Technik aus Kostengründen »vergoldet«, indem man den grundierten Rahmen erst versilberte und anschließend Goldlack auftrug.